# SL-164
SL-164是一种含氮有机氯化合物，分子式C
16H
12Cl
2N
2O，为安眠酮的结构类似物，1960年代由住友集团的科研团队开发。